# Đuro Daničić
 (octobre 2009).
Si vous disposez d'ouvrages ou d'articles de référence ou si vous connaissez des sites web de qualité traitant du thème abordé ici, merci de compléter l'article en donnant les références utiles à sa vérifiabilité et en les liant à la section « Notes et références ».
Đuro Daničić (en serbe cyrillique, Ђуро Даничић, parfois orthographié Djuro Daničić), de son vrai nom Đorđe Popović, né le 4 ou le 6 avril 1825 à Novi Sad et mort le 4 ou le 17 novembre 1882 à Zagreb, est un philologue, linguiste, traducteur, historien et lexicographe serbe.

## Biographie
Né Đorđe Popović d'un père prêtre orthodoxe, il étudie le droit à l'université de Vienne et fait ses premières publications sous le nom de Đuro Daničić, depuis le nom d'un Uskok de Senj d'un poème. Sous l'influence de Vuk Karadžić et de Franc Miklošič, il étudie la philologie slave.
Il traduit l'Ancien Testament en serbe puis le Nouveau Testament avec Vuk Karadžić en 1847, traduction toujours utilisée par l'Église orthodoxe serbe.
Il est l'un des signataires de l'Accord de Vienne signé en 1850 par deux écrivains serbes, Vuk Karadžić et lui-même, cinq hommes de lettres croates, Ivan Mažuranić, Dimitrija Demeter, Stjepan Pejaković, Ivan Kukuljević et Vinko Pacel, et un slovène, Franc Miklošič, et visant à unifier la langue serbo-croate ou croato-serbe.
Il embrasse l'idéologie pan-yougoslave du point de vue du mouvement des Illyriens. Ses publications linguistiques portaient l'intitulé « Croate ou Serbe » lorsque publiés à Zagreb et « Serbe ou Croate » lorsque publiés à Belgrade.
En 1866, il est élu à l'Académie yougoslave des Sciences et des Arts de Zagreb (JAZU) où il participe à la rédaction du « Dictionnaire de Croate ou Serbe de JAZU ».